# Stuart Stickney
Stuart Stickney (n. 9 martie 1877, Saint Louis, Missouri, SUA – d. 24 septembrie 1932, Saint Louis, Missouri, SUA) a fost un jucător de golf ce a reprezentat Statele Unite ale Americii, medaliat olimpic. A participat la o ediție a Jocurilor Olimpice (1904) în care a câștigat o medalie de argint.

## Participări
Lista de mai jos prezintă principalele competiții la care a participat Stuart Stickney de-a lungul carierei.
- golf at the 1904 Summer Olympics – men's team[*]